# Museu Arqueológico Regional de Enna
Fonte
O Museu Regional de Arqueológico de Enna foi estabelecido em Enna, no  Palazzo Varisano, desde 1980 na Região da Sicília, para expor os artefatos descobertos em escavações que a Superintendência de Patrimônio Cultural e Ambiental de Enna tem conduzido.
Em 1979, uma série de sítios arqueológicos surgiram na província de Enna. O tema de antiguidade nessa área também é representado pelo Museu Arqueológico de Aidone, com a famosa Vênus de Morgantina e também pela Vila Romana Casale de Piazza Armerina.
Palazzo Varisano é uma construção do século 16 com detalhes Barrocos.
Fonte: https://www.italia.it/en/sicilia/enna/cultural-places/enna-regional-interdisciplinary-museum

## O Museu
O museu está localizado no antigo e valioso edifício Varisano - também chamado de "Varisano" - museu que parece, com sua fachada barroca, antes da catedral de Enna, no centro da cidade. A rota se desenvolve na apresentação de vários assentamentos humanos nas colinas do Enese. A sala dedicada à Calascibetta apresenta assentamentos da Idade do Bronze e da Idade do Ferro; dos centros urbanos, localizados em posições elevadas e naturalmente fortificadas, só conhecemos a necrópole: os dados referentes à última habitação permitem reconstruir a história dos vivos. De Enna, uma inscrição funerária de uma sacerdotisa de Ceres mostra a importância do culto na cidade da época imperial. Uma série de cerâmica de Demetra e Kore de coleções particulares certifica o papel desse culto na era clássica e durante o helenismo. Materiais medievais da área do castelo e outros locais descrevem a história da cidade durante este período.
A instalação, relacionadas a vários sites locais, apresenta arqueologia dell'Ennese, referindo particularmente a grega, quando vários assentamentos humanos estão transformando a partir de uma economia sociocultural, sob a influência das cidades gregas da área costeira. Na área do Lago Pergusa, a povoação helenizada siciliana de Cozzo Matrice, com áreas sagradas do século VI-V a.C., permite ver aspectos culturais da época. Os bens fúnebres de Rossomanno, do século VII a.C., mostram uma série de itens importantes, como: jóias de metal tradicional local, itens valiosos, tais como: cerâmica grega e besouros de origem Oriental, fornecendo não só uma imagem da cultura material, mas também dos ritos, crenças e aristocracia desta sociedade que está sendo transformada em contato com contribuições de diferentes linhagens e grupos étnicos. Bens funerários de Agira, Assoro, Cerami, Pietraperzia nos permitem entender a cultura material desses assentamentos na era grega.

## Galeria de imagens do museu

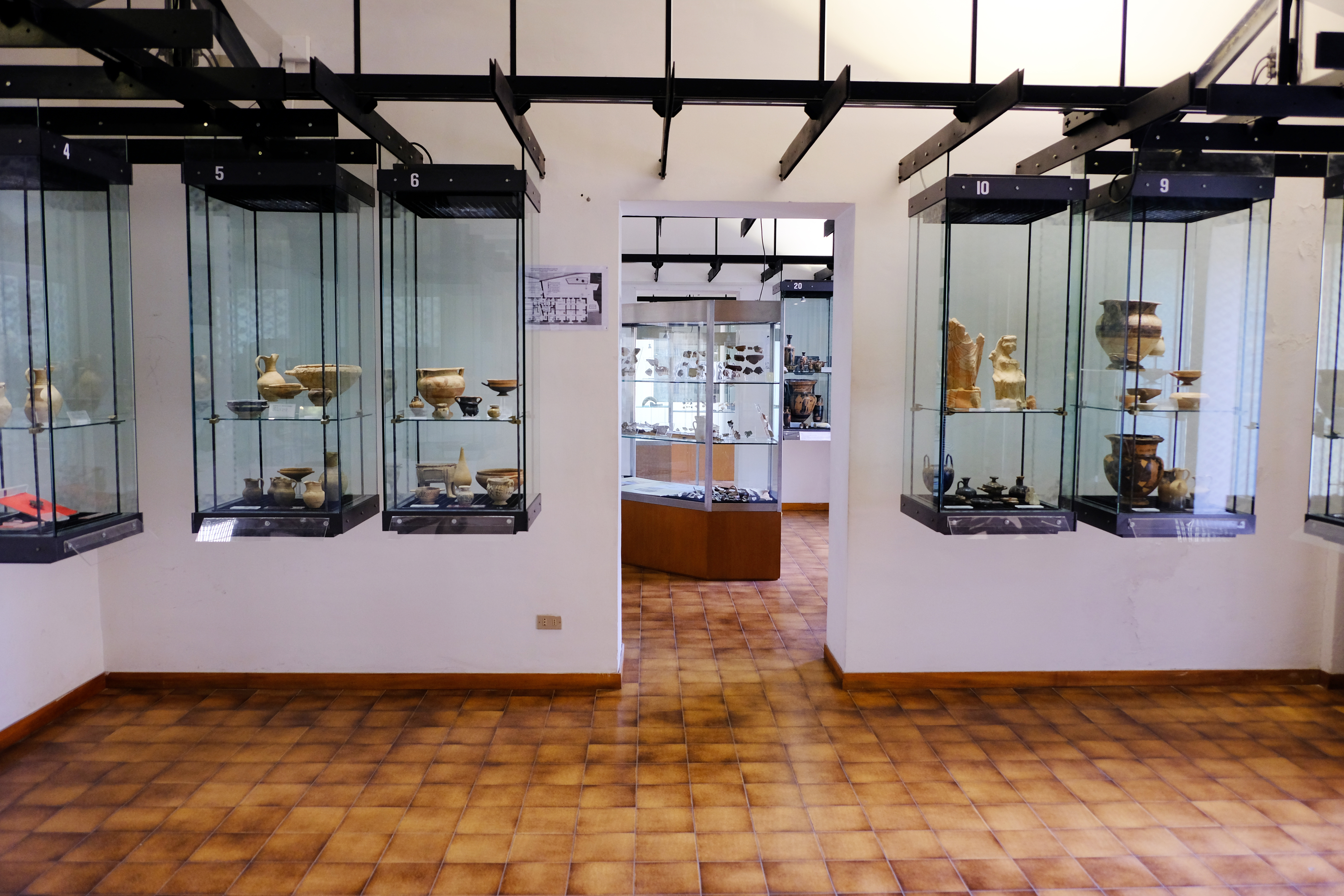
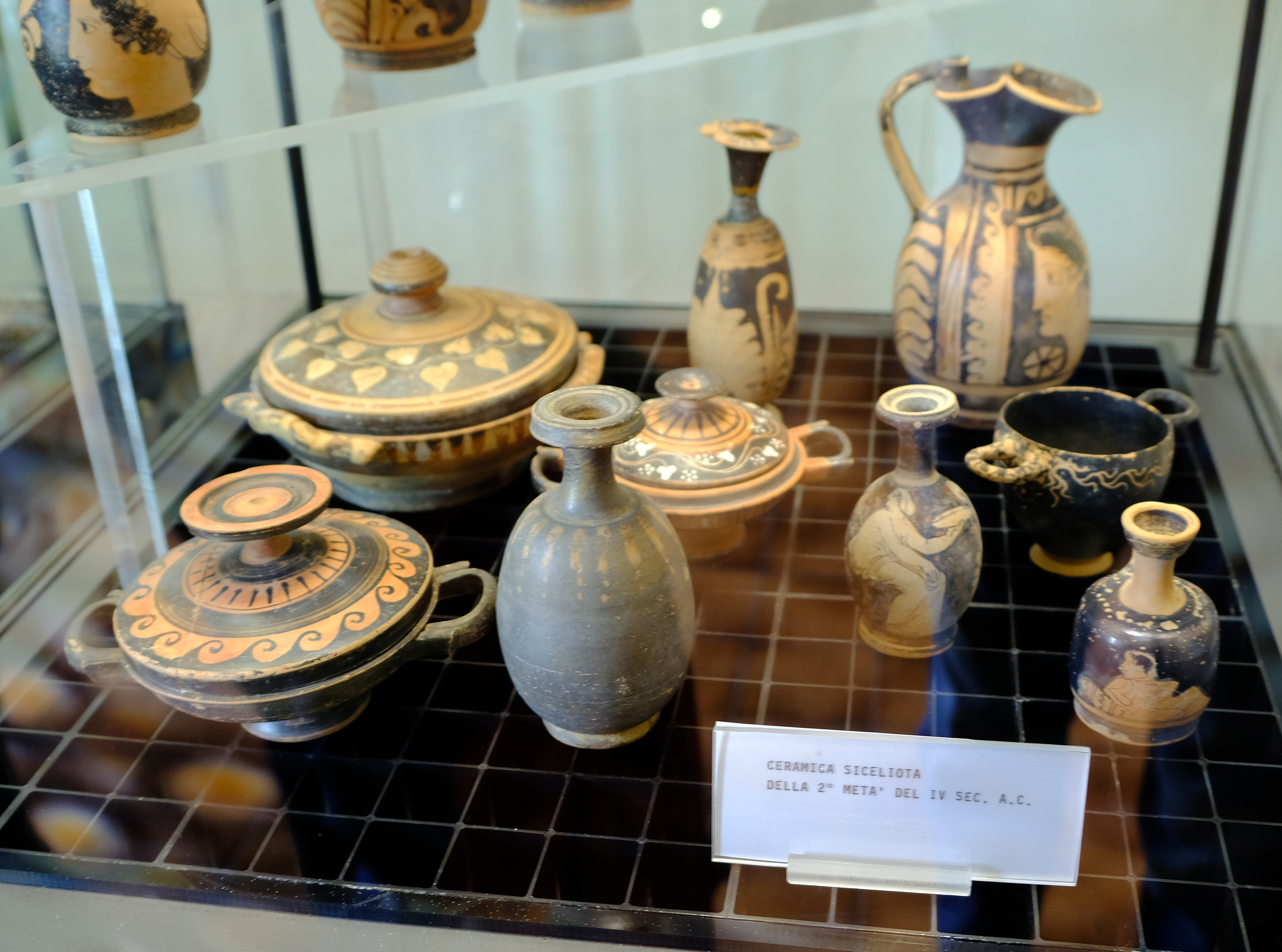
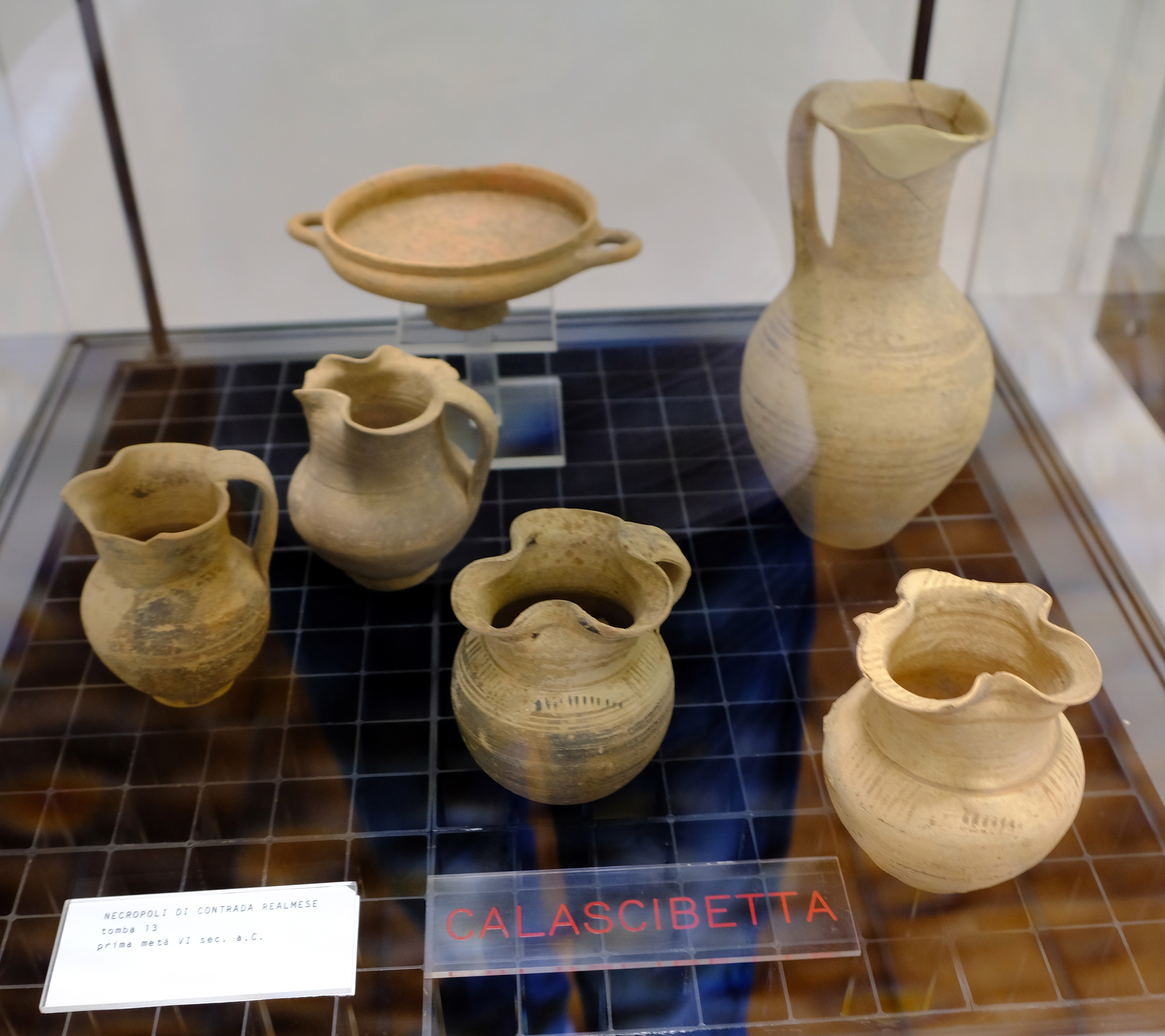

## Artigos relacionados
- Museu Arqueológico Regional de Aidone
- Museu Arqueológico Regional de Centuripe